# Designated Marksman Rifle
Designated Marksman Rifle (DMR; slovensko Puška določenega dobrega strelca) je ostrostrelna puška, ki je namenjena določenim dobrim strelcem (ne pa ostrostrelcem) v sklopu oddelka. DMR je po navadi predelana (izboljšan sprožilni mehanizem, obdelana cev) različica puške, ki je drugače v splošni uporabi. 
Trenutno znotraj arzenala Oboroženih sil ZDA obstajata dve različici DMR:
- United States Marine Corps Designated Marksman Rifle (katero je uporabljal Korpus mornariške pehote ZDA in je predelana bojna puška M14) in
- United States Army Squad Designated Marksman Rifle (katero uporablja Kopenska vojska ZDA in je predelana karabinka M4).